# Pankratove, Arbuzînka
Pankratove (în ucraineană Панкратове) este un sat în comuna Ivanivka din raionul Arbuzînka, regiunea Mîkolaiiv, Ucraina.

## Demografie
Componența lingvistică a localității Pankratove
     Ucraineană (91,39%)
     Rusă (7,42%)
     Alte limbi (1,19%)
Conform recensământului din 2001, majoritatea populației localității Pankratove era vorbitoare de ucraineană (91,39%), existând în minoritate și vorbitori de rusă (7,42%).